# Carl Andre
Carl Andre (Quincy, Massachusetts, 16 de septiembre de 1935-Nueva York, 24 de enero de 2024) fue un escultor, y poeta estadounidense , figura prominente dentro del movimiento conocido como minimalismo.
Andre nació en Quincy, Massachusetts y entre 1951 y 1953 estudió en la Academia Phillips de Andover, Massachusetts, dirigida por Maud y Patrick Morgan. En 1957 se trasladó a vivir a Nueva York, donde conoció a Frank Stella con el que compartió estudio en 1959. Trabajó durante cuatro años para la compañía Pennsylvania Railway, antes de alcanzar la fama internacional como minimalista a finales de la década de 1960. Fue absuelto en el juicio por la muerte de Ana Mendieta, por entonces su esposa.

## Obra escultórica
Las primeras obras de Andre, como La última escalera (1959, Tate Gallery, Londres), mostraban una fuerte influencia de las esculturas de Constantin Brancusi. En 1964 forma parte de la muestra colectiva "8 Youngs Americans" en la que pueden verse ya, obras de distintos escultores siguiendo un lenguaje minimalista. En 1965 expone por primera vez de forma individual en la Galería Tibor de Nagy. Su obra fue incluida en la Documenta IV y en la Documenta VII, en Kassel. Trabajó con objetos idénticos producidos en serie con los que componía la obra según un sistema de módulos matemáticos, reflejando la repetición de unidades, como vagones y coches cama en un ferrocarril. En 1972 la Tate Gallery adquirió la obra Equivalente VIII (1966, más tarde destruida y rehecha en 1969), que consiste en una serie de 120 ladrillos dispuestos en un rectángulo sobre el suelo del museo y que habrían de provocar, cuatro años más tarde, una encendida polémica en la prensa. Andre trabajó con una gran diversidad de materiales, incluidas las placas de metal y de madera.

## Obra poética
Además de haber producido una importante obra escultórica, Andre también escribió poemas que consistían en diseños formados con palabras, que no respondían a un orden gramatical sino a un orden visual. Por ejemplo: Rotor Reflector Review (1967).

## Muerte de Ana Mendieta
En 1988, Andre fue juzgado y absuelto por la muerte de su esposa, la artista Ana Mendieta. Mendieta cayó desde la ventana del apartamento del piso 34 de Andre en 1985, después de una discusión con éste. No hubo testigos presenciales. Un portero en la calle de abajo había escuchado a una mujer gritar "No, no, no, no", antes de que el cuerpo de Mendieta aterrizara en el techo de un edificio de abajo. Andre tenía lo que parecían ser rasguños recientes en la nariz y el antebrazo, y la historia que le narró a la policía difería de sus declaraciones grabadas por el operador del 911 aproximadamente una hora antes. La policía lo arrestó.
La absolución causó un escándalo entre las feministas del mundo del arte, y continúa permaneciendo discutida hasta hoy. En 2010, un simposio llamado Where Is Ana Mendieta (¿Dónde está Ana Mendieta?) tuvo lugar en la Universidad de Nueva York para conmemorar el vigesimoquinto aniversario de su muerte. El 14 de mayo de 2014, el grupo feminista No wave Performance Task Force puso en escena una protesta frente al Dia Art Foundation, donde tenía lugar una retrospectiva de Carl Andre. El grupo depositó un montón de sangre animal e intestinos frente al establecimiento, con las manifestantes en chándales transparentes con "Deseo que Ana Mendieta siguiera viva" escrito sobre ellos. En marzo de 2015, el No Wave Performance Task Force y un grupo de poetas feministas de Nueva York viajaron a Beacon, Nueva York, para protestar por la retrospectiva de Andre en el Dia Beacon, donde gritaron intensamente en la galería principal, hicieron siluetas en la nieve de los terrenos del museo y tiñeron la nieve con pimentón, granas y sangre falsa.